# Річицька сільська рада (Зарічненський район)
Рі́чицька сільська́ ра́да — колишній орган місцевого самоврядування в Зарічненському районі Рівненської області. Адміністративний центр — село Річиця.

## Загальні відомості
- Річицька сільська рада утворена в 1940 році.
- Територія ради: 86,198 км²
- Населення ради: 1 275 осіб (станом на 2001 рік)
- Територією ради протікають річки Річиця, Стир.

## Населені пункти
Сільській раді підпорядковані населені пункти:
- с. Річиця
- с. Коник
- с. Привітівка

## Склад ради
Рада складається з 16 депутатів та голови.
- Голова ради: Ошурко Олександр Сергійович
- Секретар ради: Саган Марія Костянтинівна

### Керівний склад попередніх скликань
| Прізвище, ім'я, по батькові | Основні відомості                                                               | Дата обрання | Дата звільнення |
| --------------------------- | ------------------------------------------------------------------------------- | ------------ | --------------- |
| Ошурко Олександр Петрович   | Сільський голова, 1983 року народження, безпартійний                            | 26.03.2006   | 31.10.2010      |
| Ошурко Олександр Сергійович | Сільський голова, 1983 року народження, освіта середня спеціальна, безпартійний | 31.10.2010   |                 |

Примітка: таблиця складена за даними сайту Верховної Ради України